# مقاتل القديس كولومبا (مخطوطة)
```
مقاتل القديس كولومبا
 (
دبلن
، 
الأكاديمية الأيرلندية الملكية
، SN) هي مخطوطة من أواخر القرن السادس الميلادي تنتمي إلى المزامير التابعة للفن الجزيري.
```

هي أقدم مخطوطة باقية في أيرلندا، وثاني أقدم مزامير لاتينية في العالم.

## المخطوطة
ويرتبط تقليد القديس كولومبا تقليديا مع سانت كولومبا (د. 597 م)، وتم التعرف عليه على أنه النسخة التي صنعها من كتاب أقرضه القديس فينيان، والتي أدت إلى معركة Cúl Dreimhne عام 561 في Cairbre Drom Cliabh. يرجع تاريخ الأدلة القديمة للمخطوط إلى 560-600، أو بعد ذلك بقليل، ولكن هذا الكتاب من تأليف كولومبا أصبح الآن موضع شك. تحتوي الأوراق 58 الموجودة في مخطوطة الرق التالفة وغير المكتملة على نص المزامير 30:10 إلى 105: 13 باللغة اللاتينية (النسخة الغاليكية)؛ تحتوي المخطوطة الكاملة على 110 ورقة. الحد الأقصى لحجم الورقة هو 270 بحلول 190   مم.

## روابط خارجية
- مزيد من المعلومات في المخطوطات اللاتينية السابقة